# RN14 (Mali)
Die RN14 ist eine Fernstraße in Mali, die in Somo an der Ausfahrt der RN6 beginnt und in Bénéna, an der Grenze nach Burkina Faso endet. Sie ist 46 Kilometer lang.